# Asplenium aegaeum
Asplenium aegaeum là một loài dương xỉ trong họ Aspleniaceae. Loài này được Lovis, Reichst. & Greuter in Reichst., Lovis, Greuter & Zaffran mô tả khoa học đầu tiên năm 1973.
Danh pháp khoa học của loài này chưa được làm sáng tỏ. 